# Cedar Grove, Wisconsin
Cedar Grove är en ort i Sheboygan County i delstaten Wisconsin, USA.